# U-23サッカーカザフスタン代表
U-23サッカーカザフスタン代表は、カザフスタンサッカー連盟によって編成されるカザフスタンのサッカーの23歳以下のナショナルチームである。23歳以下の選手を対象とするオリンピックに出場するためのチームである。そのため、オリンピックの前年にはU-22サッカーカザフスタン代表、そのさらに前年にはU-21サッカーカザフスタン代表と呼称が変わる。

## オリンピックの成績
AFC加盟時代
- 1996 - アジア予選敗退
- 2000 - アジア予選敗退

UEFA加盟時代
- 2004 - ヨーロッパ予選敗退
- 2008 - ヨーロッパ予選敗退
- 2012 - ヨーロッパ予選敗退